# Вон Юн Чжон
Вон Юн Чжон (кор. 원 윤종; 15 июня 1985) — южнокорейский бобслеист, пилот. Серебряный призёр зимних Олимпийских игр 2018 года в четвёрках, победитель зачёта Кубка мира в двойках.

## Карьера
В международных соревнованиях дебютировал в качестве скелетониста в 2007 на этапе Кубка Европы. В том же году уже в качестве бобслеиста выиграл этап европейского Кубка В Винтерберге. 
В Кубке мира дебютировал 12 декабря 2010 года в соревнованиях четвёрок на этапе в американском Парк-Сити. Там Вон выступал в качестве разгоняющего, а корейский экипаж занял последнее, 18-е место. Больше в сезоне 2010/11 на Кубке мира не выступал, а по его окончании принял решении о переквалификации в пилота
С 2011 года выступает в качестве пилота. Дважды он стартовал на этапах Кубка мира и занимал места во втором десятке. Активно выступал в североамериканском кубке, где в завоевал свои первые подиумы в качестве пилота (2-е место в Калгари и третье — в Лэйк-Плэсиде). В 2012 году дебютировал на чемпионате мира, где занял 17-е место в четвёрках.
В 2014 году дебютировал на Олимпийских играх. В Сочи кореец участвовал в соревнованиях двоек и четвёрок. В паре с Со Ёну он показал 18-е время с отставанием почти в четыре секунды от экипажа Александра Зубкова. В четвёрках южнокорейский экипаж занял 20-е место, став последним из экипажей, пробившихся в четвёртый заезд.
Прорывным сезоном для корейца стал сезон 2015/16. На первом этапе в Альтенберге он занял третье место в зачёте двоек, на втором этапе в Винтерберге повторил этот успех. На этапе в Уистлере одержал первую победу в карьере, разделив её со швейцарским экипажем Рико Петера. Также выиграл последний этап сезона в Кёнигзее, что позволило ему выиграть Кубок мира в зачёте двоек. Вон Юн Чжон стал первым корейцем в истории, которому покорилось подобное достижение. В четвёрках выступал не настолько успешно: ни разу не попал в десятку сильнейших (лучший результат — 11 место на этапе в Парк-Сити) и стал только 17-м в зачёте этой дисциплины. На чемпионате мира в австрийском Игльсе корейский спортсмен также выступил не слишком успешно. В двойках он стал седьмым, а в четвёрках — 18-м.